# Lefcourt Colonial Building
Le Lefcourt Colonial Building est un gratte-ciel de 164 mètres construit à New York en 1929.  